# Bear claw

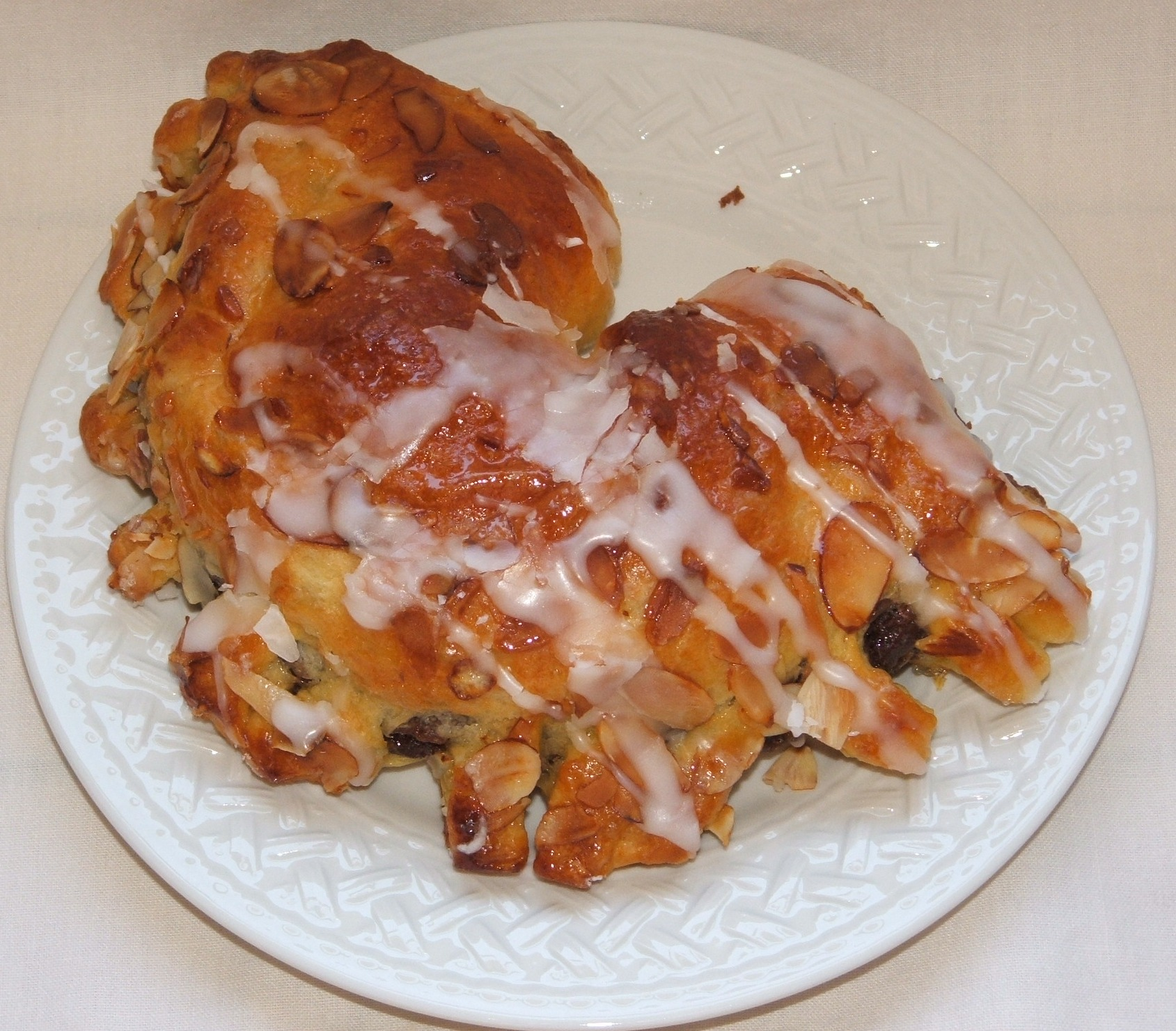
Bear claw.

Un bear claw (‘garra de oso’) es un dulce de desayuno popular principalmente en los Estados Unidos. Es un pastel con levadura aromatizado con almendra cuyas piezas son semicírculos grandes e irregulares con cortes en los bordes que recuerdan a la forma de la garra de un oso. Suele contener pasta de almendra o pasas, o también mantequilla y pacana y dátiles.
Los bear claws se venden a menudo en tiendas de dónuts con un relleno parecido al de las tartas de manzana, pero se considera más un bollo que un dónut.
- Datos: Q871619
- Multimedia: Bear claw (pastry) / Q871619